# Txaro Arrazola
Maria Rosario Arrazola-Oñate Tojal (Vitoria, 1963) conocida como Txaro Arrazola es una artista multidisciplinar española dedicada principalmente a la pintura. Es miembro activo de diversas asociaciones y plataformas desde las que muestra su interés por el trabajo colectivo, la educación y las prácticas artísticas sociopolíticas, reivindicando la posición de la mujer en el sistema del arte en la actualidad.

## Biografía y trayectoria profesional
Arrazola se licenció en Bellas Artes por la Universidad del País Vasco en el año 1988, desenvolviéndose principalmente en el ámbito de la pintura, compaginándola con medios audiovisuales, la fotografía, instalaciones o la escultura.
En 1987 Obtuvo el Primer Premio del Certamen de Arte Alavés y realizó su primera exposición individual en la Sala Araba de Vitoria en 1989. En los años posteriores recibió becas en materia de formación e investigación artísticas, como la concedida por la Diputación Foral de Álava en 1993 para ampliar conocimientos en Nueva York. Posteriormente regresó a Bilbao para realizar los cursos de doctorado entre 1994 y 1995, y un año después, en 1996, recibió la Beca Fullbright otorgada por el Ministerio de Cultura para completar sus estudios sobre creaciones artísticas colectivas en Nueva York, donde obtuvo el MFA en la State University of New York de Purchase entre 1996 y 1998.
Al finalizar sus estudios en Estados Unidos, Arrazola regresa al País Vasco para compaginar el arte y la docencia en la Facultado de Bellas Artes de la UPV/EHU impartiendo clases de Análisis, Pintura, Color y Laboratorio de Proyectos desde el año 2002.

Su trabajo se caracteriza por el compromiso social y desde finales de los 90 por las prácticas artísticas colaborativas, investigando sobre arte y feminismo, siendo miembro colaborador de la Plataforma A, colectivo feminista para la visibilización del trabajo de las artistas en el campo del arte.
En una entrevista para la revista digital kulturkilk, Arrazola habló sobre la Plataforma A, y declaró que "La historia oficial de las artes ha olvidado a las mujeres".
Desde 2003 su trabajo artístico se ha centrado en la crisis del sistema económico, los cambios climatológicos en zonas donde la pobreza es endémica y son afectadas por desastres medioambientales como huracanes y tifones que arrasan poblaciones enteras. Por otro lado Arrazola también recurre a la temática de los refugiados como enormes masas humanas expuestas al límite, narrando en su obra lo que ocurre y construyendo un testimonio artístico a través de sus pinturas, de sus vídeos o instalaciones. Arrazola a través de su obra es un referente crítico hacia los problemas que se reflejan en el presente que vive la sociedad actual y recibe el reconocimiento de medios informativos españoles como el periódico El País, en donde José Luis Merino escribe una crítica hablando de la obra de la artista "Ahí están las chabolas miserables, los inhóspitos campos de refugiados, el hacinamiento de seres que no vemos, pero que nos imaginamos repletos de socavada indigencia, las ruinas que convierten el pasado esplendoroso en presente calcinado y otras historias visuales de lacerada negrura".
Arrazola declaró en 2005 en la presentación de su exposición "Pinturas sin respuesta" en el Centro Cultural Montehermoso las siguientes palabras, "Me parece que el arte es una plataforma para hacer reflexionar. Yo necesito pintar estas cosas porque me parece frívolo empezar a trabajar en el campo del color, por ejemplo, cuando acabo de ver las imágenes de pobreza o violencia en internet, prensa o televisión, valoro otro tipo de arte, pero no dejo pasar la oportunidad que me da la disciplina artística para pasar sin contar todo esto".
En el año 2012 se doctoró en Bellas Artes por la UPV/EHU con la tesis "Creación Colectiva. Teorías sobre la noción de autoría, Modelos colaborativos de creación e implicaciones para la práctica y la educación del arte contemporáneo".
Desde 2016 ha participado en "Salón Pompadour o cómo recuperar el arte de la conversación" en la Universidad Pública de Navarra. Salón Pompadour es un proyecto ideado por la historiadora del arte y doctorada de la UPNA Sofía Albero Verdú y que produce el encuentro de artistas y universitarios.
Sus obras han sido expuestas en la Galería Vanguardia (Bilbao) junto con artistas como Esther Ferrer, Marisa González y Begoña Zubero, dirigida por su propietaria Petra Pérez Marzo, Montehermoso (Vitoria), Fundación Pedro Modesto Campos (Tenerife), Kunstarkaden (Munich) o Galería Arteko (San Sebastián), entre otras.

## Exposiciones
- 2011 ARCO 11 Madrid, Autorretrato Bailando; Recuerdo, Repetición y Elaboración.
- 2009 ARCO 09 Madrid, Galería Vanguardia, Madrid; Inmersiones, Sala Amárica, Vitoria; Co(n)parada, Fundación Caja Vital, Vitoria.[14]
- 2008 Wake up, we are getting killed, Kunstarkaden, Munich.[14]
- 2004 7ª Bienal Martínez Guerricabeitia: “Violències”, Museo de la Citat, Valencia.[14]
- 1998 In Motion, SUNY Purchase, New York.[14]
- 1997 Domestic Life / Solo Exhibition of Recent Work, SUNY Purchase, New York.[14]
- 1996 Pinturas Negras, Galería El Gayo Arte, Madrid.[14]
- 1994 ARCO 94, Museo de BB.AA. de Álava, Madrid; Arts et Dialogues Européens; Maisons desArts GeorgesPompidou, Cajarc; Obstinadas Apariencias, Galería EL Gayo Arte, Madrid.[14]